# Jan Rumpel
Jan Rumpel (ur. 6 marca 1930 w Raszczycach, zm. 8 listopada 2010 w Skierniewicach) – polski profesor warzywnictwa i hodowca roślin.

## Życiorys
Studiował na Wydziale Ogrodniczym Szkoły Głównej Gospodarstwa Wiejskiego. Po ukończeniu studiów był kierownikiem gospodarstwa Zakładu Doświadczalnego w Skierniewicach Instytutu Uprawy Nawożenia i Gleboznawstwa w Puławach. Należał do grona organizatorów Instytutu Warzywnictwa w Skierniewicach jako bliski współpracownik jego założyciela, profesora Emila Chroboczka. W roku 1967 został mianowany kierownikiem Działu Naukowego WZD w Rekowie. W kolejnych latach kierował Pracownią ds. Uprawy Warzyw na Glebach Torfowych i pracował jako adiunkt w Zakładzie Nawożenia. Odbył też staż naukowy w USA. W 1972 obronił pracę doktorską na Wydziale Ogrodniczym SGGW. Habilitował się w 1995 na Akademii Rolniczej w Krakowie, Tytuł profesorski w zakresie nauk rolniczych otrzymał w 1999 roku. Od 1973 do przejścia na emeryturę w 2000 kierował Zakładem Warzywnictwa Gruntowego w Instytucie Warzywnictwa w Skierniewicach.

## Praca naukowa
Prowadził badania nad przyspieszaniem plonowania poprzez płaskie osłanianie upraw folia perforowaną lub włókniną, uprawą roślin na glebach torfowych, nawożeniem, nawadnianiem i innymi zagadnieniami z dziedziny warzywnictwa. Był autorem licznych książek i artykułów. Wybrane prace:
- Jan Rumpel, Konstanty Grudzień; Folia w warzywnictwie gruntowym; Warszawa : Państ. Wydaw. Rolnicze i Leśne, 1984
- Jan Rumpel; Intensywna uprawa marchwi; Warszawa : Hortpress, 2004.
- Jan Rumpel; Proekologiczna uprawa warzyw na zbiór przyśpieszony; Świdnica : Dolnośląski Wojewódzki Ośrodek Doradztwa Rolniczego, 2000.
- Jan Rumpel; Uprawa cebuli; Warszawa : "Hortpress", 2000.
- Jan Rumpel; Uprawa kalafiorów;  Warszawa : "Hortpress", 2002
- Jan Rumpel; Uprawa kapusty białej, czerwonej, włoskiej;  Warszawa : "Hortpress", 2002
- Jan Rumpel; Uprawa selera korzeniowego, naciowego, listkowego; Warszawa : "Hortpress", 2005
- Jan Rumpel; Uprawa warzyw na glebach torfowych; Warszawa : Państwowe Wydawnictwo Rolnicze i Leśne, 1971